# Échenilleur d'Halmahera
Edolisoma parvulum
Espèce
Synonymes
- Coracina parvula  (Salvadori, 1878)[2]

Statut de conservation UICN

 LC  : Préoccupation mineure
L'Échenilleur d'Halmahera (Edolisoma parvulum) est une espèce de passereaux de la famille des Campephagidae.

## Répartition
Il est endémique de Halmahera en Indonésie.

## Habitat
Il habite les forêts humides tropicales et subtropicales en plaine.

## Taxonomie
Cette espèce faisait auparavant partie du genre Coracina. Elle a été rattachée au genre Edolisoma, nouvellement créé, par la classification de référence du Congrès ornithologique international (version 8.2, 2018) sur des critères phylogéniques.